# Emelet (együttes)
Az Első Emelet-40 együttes (stilizálva ΞLSŐ ΞMΞLΞT) 2017-ben Budapesten alakult meg.
Patkó Béla Kiki és Berkes Gábor, az Első Emelet 2013. december 28-i búcsúkoncertje után négy évvel úgy döntött, hogy újra koncertezésbe kezdenek. Nem szerették volna, ha volt zenekaruk dalai feledésbe merülnének, ezért áthangszerelték a dalokat és két zenész - Hastó Zsolt és Kelemen Tamás - társaságában, újra színpadra álltak Emelet Projekt néven.
Eleinte, koncertjeiken nem csak kizárólag régi zenekaruk slágerei hangoztak el, hanem Kiki szólódalai is a repertoár részei voltak.
2018 februárjában, a PetőfiTV Akusztik sorozatában az A38 Hajón adott az EMELET zenekar Akusztik koncertet, amely 2018. március 5-én került adásba. Erre a koncertre Dandó Zoltán gitáros is csatlakozott a zenekarhoz. 
Meghívott vendégeik, - Unger Balázs a Cimbalibandból, Fehér Zsombor a Kerekes Bandből valamint Molnár Tamás a Jetlagből - is emelték a koncert egyébként is magas színvonalát.
A 2019-es évben új repertoárral álltak színpadra "Emelet" néven. Nyári turnéjukon, kizárólag Első Emelet dalokat, legkedveltebb slágereiket adták elő új hangszerelésben. Sokak szerint mostani repertoárjuk az eddigi legjobb, nem csak a slágereket tekintve, de zeneileg is.
2022 a zenekar megalakulásának 40. évfordulója. Ez alkalomból 2022-ben egy jubileumi nyári turné indul. 33 év után Szentmihályi Gábor "Michel" is csatlakozott hozzájuk, így járják az országot - ma már - Első Emelet néven.

## További információ
- Emelet zenekar honlapja
- Emelet zenekar Facebook oldala
- Emelet zenekar Instagram oldala